# MYMP
M.Y.M.P. (abreviatura en inglés de Orgullece a tu mamá (Make your momma proud) es una banda acústica originaria de Filipinas, integrada por 5 miembros. Su carrera comenzó cuando Raymond Ryan, director de una estación de ifm, los escuchó en uno de sus shows y se reunió con un productor para preparar su álbum debut, Soulful Acoustic, lanzado en 2003, que más adelante fue certificado como disco de platino. En 2005, M.Y.M.P. lanzó su segundo álbum titulado Beyond Acoustic y un tercer álbum llamado Versions, a través de Ivory Music. El éxito de ambos álbumes impulsó la reedición de ambos en un set de 2 discos ese mismo año.  En 2006, lanzaron su cuarto álbum, New Horizon, y el DVD de su concierto en el Music Museum. En 2008 lanzaron su último álbum en Ivory Music, titulado Now, ya que luego el grupo firmó un contrato con Star Records.

## Miembros
- jana liwanag
- Chin Alcantara
- John Ángeles
- Edward "Oja" Jiménez
- Aemil Rivas

## Discografía

### Álbumes
- Soulful Acoustic (2003)
- Beyond Acoustic (2005)
- Versions (2005)
- Versions y Beyond (2-discos, 2005)
- New Horizon (2006)
- MYMP Live at the Music Museum (avcd / DVD, 2006)
- Now (2008)

### Compilaciones
- High Five: The Best Of Five Years (2 CD Set, 2009)

## Colaboraciones

### Discos
- Obsesiones alma: Duets Con Thor (2007) - "Be My Número Dos"
- Ultraelectromagneticjam: Un Homenaje a la Eraserheads (Volumen 1) (2005) - "Huwag Mo Nang Itanong"
- Jam88.3 's No Otra Receso de Navidad (2004) - "La Canción de Navidad"